# William Claxton
William Claxton (Pasadena, 12 ottobre 1927 – 11 ottobre 2008) è stato un fotografo e autore statunitense.

## Biografia
Nato in Pasadena, California, i lavori di Claxton includono un libro di fotografie di Steve McQueen, e Jazz Life, un libro di fotografie riguardo agli artisti jazz negli anni sessanta. È stato notato principalmente per le sue fotografie a artisti jazz, come per esempio Chet Baker e Sonny Rollins. Claxton ha anche fotografato celebrità e modelle. Ha sposato la modella Peggy Moffitt nel 1960 e ha avuto un figlio, Christopher M. Claxton, nato nel 1973. Claxton è morto l'11 ottobre del 2008 in seguito a complicazioni date da un'insufficienza cardiaca, un giorno prima del suo ottantunesimo compleanno.